# NRJ Nouvelle-Calédonie
Pour les autres stations de NRJ dans le monde, voir NRJ International.
Pour les articles homonymes, voir NRJ.
NRJ Nouvelle-Calédonie est une radio privée française à diffusion locale en Nouvelle-Calédonie de catégorie C, membre du réseau NRJ International depuis le 5 juillet 1995 mais n'appartenant pas au NRJ Group. Elle est en effet une propriété du Groupe Les Nouvelles Calédoniennes. Elle a été créée en décembre 1984 sous le nom de Nouméa Radio Jocker 2000 (NRJ 2000).  

## Historique
La première diffusion de la radio Nouméa Radio Jocker 2000 (NRJ 2000) a lieu le 25 décembre 1984. Il s'agit de la première radio privée fondée en Nouvelle-Calédonie, et prend explicitement pour modèle la radio métropolitaine NRJ fondée trois ans auparavant : il s'agit d'une radio musicale avant tout orientée vers un public jeune. Elle ne fait toutefois pas partie au départ de la franchise officielle NRJ. 
En 1992, NRJ 2000 est rachetée par le groupe France-Antilles, lui-même pôle du Groupe Hersant Média. Alors qu'elle ne diffusait jusque-là que de la musique, son nouveau propriétaire impose l'apparition de la publicité. En 1995, elle rejoint finalement le réseau NRJ International et peut prendre le nom de la marque : NRJ Nouvelle-Calédonie. Sa programmation s'appuie sur celle de la station sœur métropolitaine, avec quelques adaptations. Notamment, le Comité technique radiophonique (CTR), en respect de dispositions concernant la diffusion de l'information en Nouvelle-Calédonie lié au contexte politique local particulier (selon lequel seules trois radios peuvent traiter l'actualité locale et programmer des émissions politiques : la station publique de RFO, celle anti-indépendantiste RRB et celle indépendantiste Radio Djiido), le nombre de flashs d'actualité est de 11 rendez-vous de 6 h à 18 h 30. Ceux-ci comportent des informations nationales, internationales et locales, avec l'aide des Nouvelles calédoniennes (principal quotidien de l'archipel, également propriété du Groupe Les Nouvelles Calédoniennes). 
La programmation est gérée entièrement par ordinateur depuis 1998, et dès lors la station n'a plus eu de disques en rayon. Par son appartenance au réseau NRJ International, elle est généralement la première à diffuser les nouveaux titres nationaux ou internationaux, parfois avant leur commercialisation chez les disquaires du Territoire.

### Identité visuelle (logo)

Logo de NRJ Nouvelle-Calédonie de 1995 à 1997.
Logo de NRJ Nouvelle-Calédonie de 1997 à mars 2008.
Logo de NRJ Nouvelle-Calédonie de mars 2008 à mars 2014.

## Organisation

### Direction
- Directeur de la radio : Ricardo Gremy
- Responsable animation : Graig Garibaldy
- Chef des ventes : Cédric Armenand
- Attachés commerciaux : Clara, Maurane et  Anaïs

### Animateurs et DJ actuels[2]
- Ricardo Gremy , présent depuis l'année 1984 sur la station, directeur d’antenne[3].
- Graig Garibaldy animateur des matinales il vous réveil de 5h/9h avec les émissions Wake-up et Good Morning NRJ, il est également agent de maîtrise, responsable de l’animation et producteur/réalisateur de spot publicitaire. Il est connu pour sa participation à l’émission « La villa des cœurs brisés 2 »

- Laëtitia Kera animatrice de l’émission « INSIDE 9h/12h

- Karen animatrice de Boomerang et de "Feeling good" de 16h à 19h.
- Miss Ma qui anime l'émission HAPPY TIME de 13h à 16h
- Delphine Escanes, responsable journaliste, journaliste et présentatrice de l’information des matinales de 6h à 11h30.
- Frédérique De Jode, journaliste, présentatrice de l’information du soir de 16h à 18h30.
- Yannick Joandel, présentateur et producteur de l'émission "Buzz Radio" diffusée tous les jours à 18h30, et rediffusée à 12h30.
- Roméo, de son vrai nom " Raphael Poulain-Chabanis", était animateur sur NRJ de « My NRJ » et « Happy Hour » , il est décédé le 11 octobre 2011, par noyade[4].

### Budget
Le budget de NRJ Nouvelle-Calédonie s'établissait en 2008 à 100 millions de Francs CFP (838 000 €). La seule radio entièrement commerciale sur le Territoire, elle ne bénéficie d'aucune subvention publique et se finance entièrement sur la publicitéContrairement à toutes les autres qui bénéficient de subvention tout en faisant payer la publicité.

### Diffusion et audience
NRJ Nouvelle-Calédonie diffuse uniquement sur le Grand Nouméa. Il ne s'agit pas d'une stratégie commerciale, car après plusieurs projets d’extensions ou de projets de nouvelles radios, lors de différents appels à candidature, aucun projets n'a été retenue. 
Elle se présente comme la « première radio sur Nouméa et le Grand Nouméa », en revendiquant 22,2 % de parts de marché, 12,9 % de l'audience cumulée et par sa couverture avec 14 830 auditeurs en moyenne par jour.  
Elle arrive en deuxième position sur tout le territoire avec un seul émetteur, les autres radios diffusant sur toute la Nouvelle-Calédonie en possèdent minimum 17.    

## Programmes[6]
La programmation est avant tout musicale et tournée vers le loisirs et concerne toutes les tranches d'âges. 

### Émissions
Les émissions programmées sont :
La matinale 5h/9h présenté par Graig Garibaldy (Wake-up et Good Morning), variante locale du 6/10(NRJ France) musiques/invités de la matinale/jeux entrecoupés de flashs d'info locales / nationales/internationales présenté Delphine Escanès (journaliste).
- « INSIDE de 9 h à 12 h, présenté par Laetitia

- « HAPPY TIME » de 13 h à 16 h, une émission détente présentée par Miss Ma

- « BOOMERANG » de 16 h à 19h une émission présentée par Karen (animatrice) et Frédérique De Jode (journaliste).

- « Buzz Radio » à 18h30 présenté par Yannick Joandel et la team de Buzz Radio.

### Voix-off et jingle
La voix-off d'NRJ Nouvelle-Calédonie est la même que celle de son modèle métropolitain, celle de Richard Darbois. Une nouvelle voix, jeune, est venue l'épauler depuis 2005, il s'agit de celle de Donald Reignoux. Les jingle et coupures de promotions de la station, faisant intervenir des artistes internationaux prononçant son slogan, sont également repris.

## Évènements sponsorisés
NRJ Nouvelle-Calédonie, seule station entièrement commerciale, sponsorise un certain nombre de manifestations, de jeux et de concours promotionnels. Cela passe par des soirées spéciales en boîtes de nuit, des concerts (celui de David Guetta en mars 2010).        